# Hanífovský mazhab

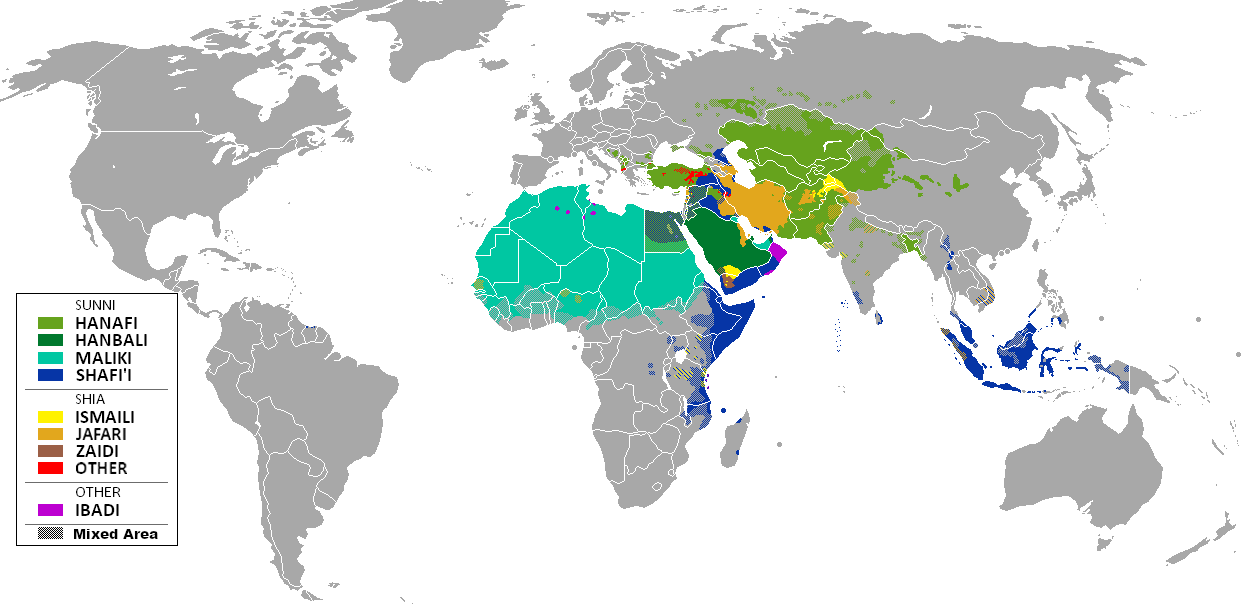
Mapa muslimského světa, Hanífovský mazhab vyobrazen travnatou zelenou (Turecko, Střední Asie a část Egypta)

Hanífovský mazhab (Hanífovská právní islámská škola) je jedna ze čtyř základních sunnitských právních škol. Jejím zakladatelem je Abū Ḥanīfa an-Nu‘man ibn Thābit. Tato škola se nejvíce prosadila v Turecku. Typickým rysem je obrovská liberalita a používání analogie. Hlavním cílem by mělo být vždy, při jakémkoli právním případě, vysvětlení a hledání té nejlepší alternativy. A to tak, že se vyhlásí několik možných řešení, z kterých se vybírá to nejlepší.